# Blue River (Colorado)
Blue River é uma cidade  localizada no estado americano de Colorado, no Condado de Summit.

## Demografia
Segundo o censo americano de 2000, a sua população era de 685 habitantes. 
Em 2006, foi estimada uma população de 864, um aumento de 179 (26.1%).

## Geografia
De acordo com o United States Census Bureau tem uma área de 
6,0 km², dos quais 5,7 km² cobertos por terra e 0,3 km² cobertos por água.

## Localidades na vizinhança
O diagrama seguinte representa as localidades num raio de 24 km ao redor de Blue River. 